# Giovanni Bramucci
Giovanni Bramucci (ur. 15 listopada 1946 w Civitavecchia, zm. 26 września 2019 tamże) – włoski kolarz szosowy, brązowy medalista olimpijski i brązowy medalista mistrzostw świata.

## Kariera
Największe sukcesy w karierze Giovanni Bramucci osiągnął w 1968 roku, kiedy zdobył dwa medale na międzynarodowych imprezach. Najpierw wspólnie z Benito Pigato, Vittorio Marcellim i Flavio Martinim zdobył brązowy medal w drużynowej jeździe na czas podczas mistrzostw świata w Montevideo. Miesiąc później wystartował na igrzyskach olimpijskich w Meksyku, gdzie w tej samej konkurencji razem z Pierfranco Vianellim, Vittorio Marcellim i Mauro Simonettim zdobył kolejny brązowy medal w drużynowej jeździe na czas. Na meksykańskich igrzyskach wziął również udział w indywidualnym wyścigu ze startu wspólnego, który ukończył na ósmej pozycji. Poza tym nie osiągał większych sukcesów. W 1970 roku wystartował w Vuelta a España, zajmując między innymi trzecie miejsce w 11 etapie, ale w klasyfikacji generalnej nie zajął miejsca w czołówce. Jako zawodowiec startował w latach 1969–1971.